# Reinga grossa
Reinga grossa är en spindelart som beskrevs av Forster och Wilton 1973. Reinga grossa ingår i släktet Reinga och familjen Amphinectidae. Inga underarter finns listade i Catalogue of Life.